# Gran Premio del Bahrein 2015
Il Gran Premio del Bahrein 2015 è stata la quarta prova della stagione 2015 del campionato mondiale di Formula 1. La corsa si è disputata domenica 19 aprile 2015 sul circuito di Manama. La gara è stata vinta da Lewis Hamilton su Mercedes. Hamilton, al suo trentaseiesimo successo nel mondiale, ha preceduto sul traguardo Kimi Räikkönen su Ferrari ed il suo compagno di squadra Nico Rosberg.
Con 26 anni, 9 mesi e 10 giorni è il gran premio con l'età media dei piloti più bassa della storia della Formula 1.

## Vigilia

### Aspetti tecnici
La Pirelli, fornitrice unica degli pneumatici, ha deciso di portare per questa gara gomme di tipo medio e di tipo morbido, come nella scorsa stagione.
Due sono le zone in cui i piloti possono attivare il Drag Reduction System: sul rettilineo dei box, e su quello tra le curve 10 e 11. Le due zone hanno fissati due punti diversi per la determinazione del distacco fra piloti: per la prima zona il detection point è fissato alla curva 15, mentre per la seconda è stabilito tra le curve 9 e 10.
La gara, come nell'edizione precedente, si svolgerà al tramonto. Il weekend vede l'inizio anche della stagione della GP2 Series, serie propedeutica al campionato mondiale di F1.

### Aspetti sportivi
L'ex pilota di Formula 1, il finlandese Mika Salo, è nominato quale commissario aggiunto per la gara. Salo, che ha svolto tale funzione per l'ultima volta nel Gran Premio del Giappone 2014, era stato nominato anche per l'edizione 2013 del Gran Premio del Bahrein.
Nella prima sessione di prove libere, Jolyon Palmer ha preso il posto di Romain Grosjean alla Lotus.

## Prove

### Resoconto
Le prime prove libere si svolgono nel pomeriggio, perciò con condizioni di pista e temperatura (36 gradi) molto diverse da quelle di qualifiche e gara. Le due Mercedes decidono di concentrarsi maggiormente per la gara e non comandano la classifica dei tempi, come nei primi Gran Premi, anzi chiudono al quindicesimo e sedicesimo posto. Il più rapido è Kimi Räikkönen della Scuderia Ferrari, che precede il compagno di team Sebastian Vettel e il pilota della Williams Valtteri Bottas. Vettel ha dovuto però rimanere a lungo ai box per un problema tecnico. Jenson Button, invece, ha subito un problema al retrotreno che lo ha mandato in testacoda, senza possibilità poi di completare la sessione.
La seconda sessione è effettuata in notturna. Nico Rosberg è il pilota più rapido, precedendo di meno di un decimo il compagno di scuderia Lewis Hamilton. Le due Ferrari retrocedono così in terza e quarta posizione, davanti a Valtteri Bottas. Vettel è stato protagonista anche di un incidente con Sergio Pérez, che ha colpito l'ala anteriore della vettura del tedesco alla prima curva, poco dopo che la Ferrari era rientrata in pista. La sessione, per consentire ai commissario di ripulire il tracciato, è stata anche sospesa con bandiera rossa. Pur con una temperatura dell'asfalto molto inferiore che nella prima sessione le Force India e le Toro Rosso hanno evidenziato un certo degrado delle gomme posteriori. Al termine della sessione gli steward hanno giudicato l'incidente tra Vettel e Pérez come non meritevole di sanzione, mentre alcune manovre effettuate da Hamilton e Räikkönen, nell'uscita dai box, hanno portato a una reprimenda.
Nella sessione del sabato Lewis Hamilton si è posizionato in cima alla graduatoria dei tempi, precedendo per 69 millesimi Sebastian Vettel. I due compagni di squadra dei primi due, Nico Rosberg e Kimi Räikkönen, hanno chiuso rispettivamente terzo e quarto. Il russo della Red Bull Racing, Daniil Kvjat, ha causato una bandiera rossa a metà della sessione, finendo in testacoda in una zona con della sabbia, senza la possibilità di ripartire. Dopo i guai tecnici del giorno precedente Jenson Button, della McLaren, è riuscito a compiere i primi giri sulla pista del Bahrain.

### Risultati
Nella prima sessione del venerdì si è avuta questa situazione:
| Pos | Nº | Pilota           | Costruttore       | Tempo    | Gap    | Giri |
| --- | -- | ---------------- | ----------------- | -------- | ------ | ---- |
| 1   | 7  | Kimi Räikkönen   | Ferrari           | 1'37"827 |        | 13   |
| 2   | 5  | Sebastian Vettel | Ferrari           | 1'38"029 | +0"202 | 12   |
| 3   | 77 | Valtteri Bottas  | Williams-Mercedes | 1'38"390 | +0"563 | 23   |

Nella seconda sessione del venerdì si è avuta questa situazione:
| Pos | Nº | Pilota         | Costruttore | Tempo    | Gap    | Giri |
| --- | -- | -------------- | ----------- | -------- | ------ | ---- |
| 1   | 6  | Nico Rosberg   | Mercedes    | 1'34"647 |        | 31   |
| 2   | 44 | Lewis Hamilton | Mercedes    | 1'34"762 | +0"115 | 33   |
| 3   | 7  | Kimi Räikkönen | Ferrari     | 1'35"174 | +0"527 | 30   |

Nella sessione del sabato si è avuta questa situazione:
| Pos | Nº | Pilota           | Costruttore | Tempo    | Gap    | Giri |
| --- | -- | ---------------- | ----------- | -------- | ------ | ---- |
| 1   | 44 | Lewis Hamilton   | Mercedes    | 1'34"599 |        | 13   |
| 2   | 5  | Sebastian Vettel | Ferrari     | 1'34"668 | +0"069 | 14   |
| 3   | 6  | Nico Rosberg     | Mercedes    | 1'34"968 | +0"369 | 16   |

## Qualifiche

### Resoconto
Le qualifiche si tengono al calar della notte, con condizioni di pista e temperatura simili a quelle dell'ultima sessione di prove. Nico Rosberg è il pilota più veloce della prima fase, quando i piloti utilizzano le coperture di mescola più dura, dopo aver battuto il tempo fatto segnare da Valtteri Bottas. Jenson Button continua ad avere dei problemi tecnici sulla sua monoposto, tanto da non poter affrontare la sessione. Le due Ferrari prendono il comando della classifica quando i piloti utilizzano le gomme più morbide, prima di essere scavalcati sia dalle Mercedes che dalle Williams. Oltre a Button, non passano alla Q2 le due Marussia, Daniil Kvjat e Pastor Maldonado, quest'ultimo penalizzato da un problema al motore.
I primi minuti della seconda fase vedono i piloti non affrontare il tracciato, nell'attesa che lo stesso migliori nelle sue condizioni di grip. Sergio Pérez è il primo ad affrontare la pista. Lewis Hamilton si pone al comando, seguito da Felipe Massa, mentre le due Ferrari optano per un solo tentativo, così come Fernando Alonso. Lo spagnolo però non riesce a entrare nella fase decisiva, assieme a Pérez, le due Sauber e Max Verstappen.
In Q3 i piloti effettuano il primo tentativo con gomme morbide usate. Dopo Sebastian Vettel, prende il comando Lewis Hamilton, mentre al secondo posto si pone Daniel Ricciardo, che precede Nico Rosberg e le due Williams. Con il secondo tentativo tutti montano gomme nuove: Vettel riprende il comando della classifica, battendo Bottas. L'altro ferrarista, Kimi Räikkönen, si pone secondo, prima di essere battuto da Nico Rosberg. Solo Hamilton riesce poi a prevalere su Vettel, conquistando la pole numero 42, quarta consecutiva. Vettel conquista la prima fila, come in Malesia.

### Risultati
Nella sessione di qualifica si è avuta questa situazione:
| Pos                         | Nº | Pilota           | Costruttore             | Q1          | Q2       | Q3       | Griglia |
| --------------------------- | -- | ---------------- | ----------------------- | ----------- | -------- | -------- | ------- |
| 1                           | 44 | Lewis Hamilton   | Mercedes                | 1'33"928    | 1'32"669 | 1'32"571 | 1       |
| 2                           | 5  | Sebastian Vettel | Ferrari                 | 1'34"919    | 1'33"623 | 1'32"982 | 2       |
| 3                           | 6  | Nico Rosberg     | Mercedes                | 1'34"398    | 1'33"878 | 1'33"129 | 3       |
| 4                           | 7  | Kimi Räikkönen   | Ferrari                 | 1'34"568    | 1'33"540 | 1'33"227 | 4       |
| 5                           | 77 | Valtteri Bottas  | Williams-Mercedes       | 1'34"161    | 1'33"897 | 1'33"381 | 5       |
| 6                           | 19 | Felipe Massa     | Williams-Mercedes       | 1'34"488    | 1'33"551 | 1'33"744 | 6       |
| 7                           | 3  | Daniel Ricciardo | Red Bull Racing-Renault | 1'34"691    | 1'34"403 | 1'33"832 | 7       |
| 8                           | 27 | Nico Hülkenberg  | Force India-Mercedes    | 1'35"653    | 1'34"613 | 1'34"450 | 8       |
| 9                           | 55 | Carlos Sainz Jr. | STR-Renault             | 1'35"371    | 1'34"641 | 1'34"462 | 9       |
| 10                          | 8  | Romain Grosjean  | Lotus-Mercedes          | 1'35"007    | 1'34"123 | 1'34"484 | 10      |
| 11                          | 11 | Sergio Pérez     | Force India-Mercedes    | 1'35"451    | 1'34"704 | N.D.     | 11      |
| 12                          | 12 | Felipe Nasr      | Sauber-Ferrari          | 1'35"310    | 1'34"737 | N.D.     | 12      |
| 13                          | 9  | Marcus Ericsson  | Sauber-Ferrari          | 1'35"438    | 1'35"034 | N.D.     | 13      |
| 14                          | 14 | Fernando Alonso  | McLaren-Honda           | 1'35"205    | 1'35"039 | N.D.     | 14      |
| 15                          | 33 | Max Verstappen   | STR-Renault             | 1'35"611    | 1'35"103 | N.D.     | 15      |
| 16                          | 13 | Pastor Maldonado | Lotus-Mercedes          | 1'35"677    | N.D.     | N.D.     | 16      |
| 17                          | 26 | Daniil Kvjat     | Red Bull Racing-Renault | 1'35"800    | N.D.     | N.D.     | 17      |
| 18                          | 28 | Will Stevens     | Marussia-Ferrari        | 1'38"713    | N.D.     | N.D.     | 18      |
| 19                          | 98 | Roberto Merhi    | Marussia-Ferrari        | 1'39"722    | N.D.     | N.D.     | 19      |
| Tempo limite 107%: 1'40"502 |    |                  |                         |             |          |          |         |
| NQ                          | 22 | Jenson Button    | McLaren-Honda           | senza tempo | N.D.     | N.D.     | 20      |

In grassetto sono indicate le migliori prestazioni in Q1, Q2 e Q3.

## Gara

### Resoconto
Jenson Button non prende parte alla gara per un problema tecnico alla sua McLaren, mentre la Williams di Felipe Massa resta ferma sulla griglia di partenza, al momento del giro di formazione. Al via Lewis Hamilton, partito dalla pole position, mantiene il comando, seguito dalle due Ferrari, con Kimi Räikkönen capace di passare subito Nico Rosberg. Dietro s'installano Valtteri Bottas, Daniel Ricciardo, Romain Grosjean e Nico Hülkenberg.
Rosberg è veloce nel riportarsi in seconda posizione, passando al quarto giro Räikkönen, e all'ottavo giro Sebastian Vettel. Il tedesco della Ferrari effettua il suo primo cambio gomme al giro 13, mantenendo ancore le coperture soft. Un giro dopo è il turno di Rosberg, Bottas e Ricciardo, mentre Hamilton cambia al giro 15. Al rientro in pista del britannico, Rosberg si trova ora di nuovo dietro a Vettel, dopo il pit stop, le tre vetture sono vicine, con Rosberg capace di sopravanzare Vettel. Kimi Räikkönen, al cambio gomme al giro 17, opta ancora per gomme medie. Massa, partito dalla pit lane, riesce a rientrare in zona punti, al giro 23.
Al venticinquesimo giro Felipe Nasr passa Massa per il decimo posto; i due, poco dopo, assieme a Maldonado, vanno al cambio gomme: il venezuelano rientra in pista davanti ai due brasiliani.
Sebastian Vettel effettua il suo secondo pit stop al giro 32, seguito un giro dopo da Hamilton e Bottas, e due giri dopo da Rosberg. Anche in questo caso il pilota della Mercedes cede la posizione a Vettel, ma è capace di recuperarla il giro seguente, favorito anche da una escursione di pista all'ultima curva del ferrarista. Sebastian Vettel è costretto così a una sosta al giro 36, per cambiare l'ala anteriore. Perde una posizione a favore di Bottas.
Räikkönen, autore di un buono stint con le gomme medie, resta al comando fino al giro 40, quando viene passato da Hamilton. Subito dopo il finlandese effettua il suo secondo cambio gomme, e monta gomme soft, a differenza degli altri piloti di testa che concludono la gara con gomme a mescola media. Rientra in pista terzo, davanti al connazionale Valtteri Bottas. Al giro 42 Maldonado, in zona punti, effettua la terza sosta, ma un problema tecnico ai freni lo costringe a perdere molto tempo.
Mentre al giro 50 Sergio Pérez supera Massa per l'ottavo posto, Kimi Räikkönen inizia a rimontare sul duo di testa della Mercedes, e Vettel si avvicina a Bottas. Il tedesco attacca il pilota della Williams al giro 53, andando però lungo e rischiando di tamponare la vettura del finnico.
Al giro 55 Massa perde ancora una posizione, a favore di Daniil Kvjat, mentre un giro dopo Räikkönen approfitta di un errore di Rosberg alla prima staccata e passa al secondo posto.
Lewis Hamilton si impone per la trentaseiesima volta nel mondiale, mentre Kimi Räikkönen conquista il primo podio della stagione, posizionamento che non raggiungeva dal Gran Premio di Corea 2013. Daniel Ricciardo taglia il traguardo col motore che produce un forte fumo a causa di una rottura avvenuta proprio all'ultima curva.

### Risultati
I risultati del Gran Premio sono i seguenti:
| Pos | Nº | Pilota           | Costruttore             | Giri | Tempo/Ritiro    | Griglia | Punti |
| --- | -- | ---------------- | ----------------------- | ---- | --------------- | ------- | ----- |
| 1   | 44 | Lewis Hamilton   | Mercedes                | 57   | 1h35'05"809     | 1       | 25    |
| 2   | 7  | Kimi Räikkönen   | Ferrari                 | 57   | +3"380          | 4       | 18    |
| 3   | 6  | Nico Rosberg     | Mercedes                | 57   | +6"033          | 3       | 15    |
| 4   | 77 | Valtteri Bottas  | Williams-Mercedes       | 57   | +42"957         | 5       | 12    |
| 5   | 5  | Sebastian Vettel | Ferrari                 | 57   | +43"989         | 2       | 10    |
| 6   | 3  | Daniel Ricciardo | Red Bull Racing-Renault | 57   | +1'01"751       | 7       | 8     |
| 7   | 8  | Romain Grosjean  | Lotus-Mercedes          | 57   | +1'24"763       | 10      | 6     |
| 8   | 11 | Sergio Pérez     | Force India-Mercedes    | 56   | +1 giro         | 11      | 4     |
| 9   | 26 | Daniil Kvjat     | Red Bull Racing-Renault | 56   | +1 giro         | 17      | 2     |
| 10  | 19 | Felipe Massa     | Williams-Mercedes       | 56   | +1 giro         | 6       | 1     |
| 11  | 14 | Fernando Alonso  | McLaren-Honda           | 56   | +1 giro         | 14      |       |
| 12  | 12 | Felipe Nasr      | Sauber-Ferrari          | 56   | +1 giro         | 12      |       |
| 13  | 27 | Nico Hülkenberg  | Force India-Mercedes    | 56   | +1 giro         | 8       |       |
| 14  | 9  | Marcus Ericsson  | Sauber-Ferrari          | 56   | +1 giro         | 13      |       |
| 15  | 13 | Pastor Maldonado | Lotus-Mercedes          | 56   | +1 giro         | 16      |       |
| 16  | 28 | Will Stevens     | Marussia-Ferrari        | 55   | +2 giri         | 18      |       |
| 17  | 98 | Roberto Merhi    | Marussia-Ferrari        | 54   | +3 giri         | 19      |       |
| Rit | 33 | Max Verstappen   | STR-Renault             | 34   | Prob. elettrici | 15      |       |
| Rit | 55 | Carlos Sainz Jr. | STR-Renault             | 29   | Ruota           | 9       |       |
| NP  | 22 | Jenson Button    | McLaren-Honda           | 0    | Power unit      | 20      |       |

## Classifiche mondiali

### Piloti
| Pos | Pilota           | Punti |
| --- | ---------------- | ----- |
| 1   | Lewis Hamilton   | 93    |
| 2   | Nico Rosberg     | 66    |
| 3   | Sebastian Vettel | 65    |
| 4   | Kimi Räikkönen   | 42    |
| 5   | Felipe Massa     | 31    |
| 6   | Valtteri Bottas  | 30    |
| 7   | Daniel Ricciardo | 19    |
| 8   | Felipe Nasr      | 14    |
| 9   | Romain Grosjean  | 12    |
| 10  | Nico Hülkenberg  | 6     |
| 11  | Max Verstappen   | 6     |
| 12  | Carlos Sainz Jr. | 6     |
| 13  | Sergio Pérez     | 5     |
| 14  | Marcus Ericsson  | 5     |
| 15  | Daniil Kvjat     | 4     |

### Costruttori
| Pos | Costruttore             | Punti |
| --- | ----------------------- | ----- |
| 1   | Mercedes                | 159   |
| 2   | Ferrari                 | 107   |
| 3   | Williams-Mercedes       | 61    |
| 4   | Red Bull Racing-Renault | 23    |
| 5   | Sauber-Ferrari          | 19    |
| 6   | Lotus-Mercedes          | 12    |
| 7   | STR-Renault             | 12    |
| 8   | Force India-Mercedes    | 11    |